# بروس ويلر
بروس ويلر هو سياسي أمريكي، ولد في 14 أكتوبر 1948. نشط حزبياً في الحزب الديمقراطي. وقد انتخب عضو مجلس نواب أريزونا ‏.